# سیکلواکتاتتراان
سیکلواکتاتتراان (به انگلیسی: Cyclooctatetraene) با فرمول شیمیایی C8H8 یک ترکیب شیمیایی با شناسه پاب‌کم ۱۴۹۴۵ است؛ که جرم مولی آن ۱۰۴٫۱۵ گرم بر مول می‌باشد. شکل ظاهری این ترکیب، Clear yellow است.